# Party
Party és una pel·lícula portuguesa dirigida per Manoel de Oliveira, estrenada l'any 1996. Va estar a la selecció oficial a la Mostra de Venècia 1996. Manoel de Oliveira va aconseguir el Globus d'Or portuguès al millor director l'any 1997. Ha estat doblada al català.

## Argument
Leonor i Rogerio porten deu anys casats, i ella vol celebrar el seu aniversari amb una festa en tota regla, en el jardí de la seva luxosa casa de les Açores.

## Repartiment
- Michel Piccoli: Michel
- Irene Papàs: Irene
- Leonor Silveira: Leonor
- Rogério Samora: Rogério
- Sofia Alves: Rapariga

## Crítica
- "Brillants diàlegs que faran als espectadors gaudir d'una estupenda vetllada i una deliciosa i intel·ligent conversa"[3]

## Premis
- 1996: Globus d'Or portuguès al millor director per Manoel de Oliveira
- 1996: Festival de Venècia. Nominada al Lleó d'Or